# József Rippl-Rónai
József Rippl-Rónai (Kaposvár, 23 de maio de 1861 — Kaposvár, 25 de novembro de 1927) foi um pintor húngaro, considerado um dos primeiros a introduzir o pós-impressionismo e o modernismo em seu país.